# Isabelle Dourthe
Pour les articles homonymes, voir Dourthe.
Isabelle Dourthe est une lutteuse libre française née le 24 janvier 1963.
Elle est championne du monde en 1987 dans la catégorie des moins de 57 kg.

## Palmarès

### Championnats du monde
- Médaille d'or en lutte libre dans la catégorie des moins de 57 kg en 1987 à Lørenskog
- Médaille d'argent en lutte libre dans la catégorie des moins de 61 kg en 1994 à Sofia
- Médaille d'argent en lutte libre dans la catégorie des moins de 61 kg en 1993 à Stavern

### Championnats d'Europe
- Médaille d'argent en lutte libre dans la catégorie des moins de 57 kg en 1988 à Dijon
- Médaille de bronze en lutte libre dans la catégorie des moins de 61 kg en 1993 à Ivanovo